# Traficantes de niños
Traficantes de niños es una película de drama mexicana estrenada en 1992 y dirigida por Ismael Rodríguez Jr. Protagonizada por Tomás Alcázar, Mario Almada, Armando Carmona y Rubén Calderón.

## Trama
En un hospital el doctor ofrece a cambio de dinero buscarle otros padres a los recién nacidos, por otro lado, existen los roba chicos, que a cambio de dinero roban niños, y entre los dos generan el famoso tráfico de niños.

## Reparto
- Tomás Alcázar
- Mario Almada
- Rubén Calderón
- Armando Carmona
- Rina Cid
- Olivia Collins
- Abel Cureño
- Pedro Yared Diosdado
- Nelly Dorantes
- Humberto Elizondo
- Adriana Fierro
- Marcos Gabriel
- María José Garrido
- Rubén Gondray
- Enrique Guijarro
- Alejandra Hernández
- Benjamín Islas
- Eduardo Izquierdo
- La Jarocha
- Sebastian Ligarde como Dr. Montoya
- Cheryl Mackey
- Luis Mercado
- Beatriz Monroy
- Gabriela Obregón
- Ezequiel Ojeda
- Sammy Ortiz
- Jorge Partida
- Andreas Pears
- Paco Pharrez
- María Prado
- Jaime Puga
- Cuitlahuac Rodríguez
- Mildred Roque
- María Rubio como Inés
- Pilar Souza
- Miguel Valles
- Marta Zamora
- Gerardo Zepeda
- Carlos Águila